# Náousa (kommunhuvudort)
Náousa är en kommunhuvudort i Grekland.   Den ligger i prefekturen Nomós Imathías och regionen Mellersta Makedonien, i den norra delen av landet, 300 km norr om huvudstaden Aten. Náousa ligger 350 meter över havet och antalet invånare är 19 887.
Terrängen runt Náousa är varierad. Runt Náousa är det ganska glesbefolkat, med 48 invånare per kvadratkilometer. Närmaste större samhälle är Véroia, 16,3 km sydost om Náousa. I omgivningarna runt Náousa växer i huvudsak blandskog.